# 地獄の天使 赤い爆音
『地獄の天使 紅い爆音』（じごくのてんし あかいばくおん）は、1977年（昭和52年）10月1日公開の日本映画である。封切り時の併映作品は『ボクサー』。

## キャスト
耀子
演 - 入鹿裕子
横須賀で“番”を張り、カミソリヨーコの異名を持つスケ番。ロック・ギタリストの貢と付き合っていたが対立していたレディースとの抗争で貢に傷害を負わせた事で相手を殺害し、3年間栃木刑務所に服役する事となった。出所後、貢の行方が知れず、情報を元に横須賀へ行き探し出そうとする。
寒河江徹
演 - 舘ひろし
元広島柳田組組員。28歳。全国指名手配前科3犯。
かつて組のために身を捧げて働き、6年の刑期を務めたが出所後は自分の縄張りもなくなり、情婦が組長の慰み物にされたあげく覚醒剤中毒にされ、精神病院に収監された事に憤慨し、柳田組組長を射殺。逃走中の身であり、ヨーコと知り合った事から匿ってもらう。重度の麻薬常習者。
貢
演 - 小野進也
ヨーコの恋人。モンキーハウスバンドのギターで「ゴールド・フィンガー」とまでいわれたがヨーコの喧嘩に巻き込まれ左手小指を切り落とされた事により、自暴自棄になってヨーコを怨み行方不明となる。
麻緒
演 - 森下愛子
横須賀の不良グループ「ハマ友会」の元一員。番長を助け出そうとして黒須組の者にやられていたところをヨーコに助けられる。　
波人
演 - 福田勝洋
水上生活者でかつて競輪選手を目指していたが寒河江が運転する逃走車に撥ねられ、跛となり、競輪選手を断念する事となった。その事で指名手配中の寒河江をつけ狙い刺そうとする。

### モンキーハウスバンド
朝子
演 - 内藤やす子
モンキーハウスバンドのメインボーカル。同じメンバーだった貢が蒸発した事からその原因となったヨーコに反感を抱くも貢の情報を教え、協力する。
ギター
演 - 寺田十三夫
ベース
演 - 南正幸
ピアノ
演 - ガボ荒木
ドラム
演 - 鶴勝英
ラテン
演 - 長田豊
モンキーハウスのバックバンド。寒河江の元に向かうヨーコにバイクを貸し、白バイの追跡を振り切る協力をする。

### 黒須組
黒須　
演 - 成瀬正
黒須組組長。横須賀の歓楽街を仕切っており、寒河江とは兄弟分である事から匿っていたが警察に通報する。
中根
演 - 中田博久
黒須組幹部。組織の金庫番で匿っている寒河江を金銭面で優遇する。
五木田
演 - 町田政則
黒須組組員。横須賀の歓楽街のケツ持ちを任されており、邪魔立てする者を締め上げていたところをヨーコにやられて恨みを持つ。
三島	　
演 - 亀山達也
黒須組組員。事務所の留守番役。訪ねて来たヨーコを部屋へ入れ、襲われる。
早苗	　
演 - 津和のり子
横須賀でスナックを経営するクラブママ。ヨーコの旧友。出所まもないヨーコの境遇を知り、ホステスとして働かせる。黒須組と繋がりがあり、ヨーコを裏切る。
名美	　
演 - 樋口マキ
横須賀の不良グループ「ハマ友会」の番長だったが、黒須組の麻薬売買を断った事から襲われ、覚醒剤中毒にされ、今では横須賀で売春婦として働かされる。

### その他
≪フラワーキッス≫
ケイコ
演 - エリ
最初にヨーコにカミソリで顔を切られる。
エツコ
演 - トミー
貢の小指を切り落とす。
ミチ
演 - スージー
ユミ
演 - ヒロミ
ヨーコと対立するレディース
ガードマン	　
演 - きくち英一
万引きGメン。スーパーで万引きする麻緒を問い詰める。
外国人客	　
演 - ジャック・ローランド
ヨーコに買春を求める客。

## スタッフ
- 企画：安斉昭夫、坂上順、橋本新一
- 脚本：田中陽造、荒井晴彦、内藤誠
- 撮影：中島芳男
- 録音：林鉱一
- 照明：萩原猶義
- 美術：藤田博
- 編集：戸田健夫
- 助監督：馬場昭格
- 記録：山内康代
- 擬斗：西本良治郎
- スチール：遠藤努
- 進行主任：松本可則
- 装置：井保国雄
- 装飾：米沢一弘
- 美粧：入江荘二
- 美容：宮島孝子
- 衣裳：内山三七子
- 演技事務：石川通生
- 現像：東映化学
- 音楽：忠治
- 協力：バーニングプロ、チェックメイト
- 監督：内藤誠

## 同時上映
- 『ボクサー』

## 映像ソフト
- 東映ビデオからビデオソフト（VHS）が発売&レンタルされたが廃盤、現在は同じ東映ビデオからDVDが発売&レンタルされている。